# (15120) Mariafélix
15120 Mariafelix (2000 ES) – planetoida z pasa głównego asteroid okrążająca Słońce w ciągu 3,42 lat w średniej odległości 2,27 j.a. Odkryta 4 marca 2000 roku.